# Anšar a Kišar
Anšar a Kišar jsou v akkadsko-babylónské mytologii prvotním božským párem, bohem a bohyní, který nejspíše představuje vzájemné protiklady – Nebe (An) a Zemi (Ki). Jsou zmiňováni v babylónském mýtu o stvoření Enúma eliš, podle kterého byli druhým párem bohům který se narodil Abzuovi a Tiamat, hned po Lahmu a Lahamu. Podle jiné interpretace textu byli naopak potomky Lahmua Lahamu. Anšar a Kišar spolu zplodili Anua, boha nebes. V době vlády asyrského krále Sargona II. byl Anšar ztotožněn s asyrským bohem Aššúrem.
Anšar a Kišar pravděpodobně vznikli až pro potřeby Enúma eliš, jediným zdrojem ve kterém jsou zmiňováni, který byl vytvořen za účelem zařazení babylónského nejvyššího boha Marduka do kosmogonického mýtu. Není také nic známo o jejich kultu a ikonografii. Zdá se že v některých případech Anšar nahradil Anua. Anšar je také zmiňován ve dvou sumerských textech, jeho vztah k tomuto akkadskému božstvu je však nejasný.